# 道の駅果樹公園 あしがくぼ
道の駅果樹公園 あしがくぼ（みちのえき かじゅこうえん あしがくぼ）は、埼玉県秩父郡横瀬町にある国道299号の道の駅である。
2003年（平成15年）8月8日に道の駅に登録された。国道299号に面して建設され、秩父方面への観光の玄関口を担う。

## 施設
- 駐車場
- トイレ
- 自動販売機（牛乳瓶の自動販売機もある）
- 農産物直売所
- 食堂
- 休憩・情報提供施設
- 体験交流施設

## アクセス
- 国道299号
- 西武秩父線 芦ヶ久保駅
- 西武観光バス「芦ヶ久保駅」バス停

## 周辺
- あしがくぼ果樹公園村
- あしがくぼの氷柱 - 秩父路三大氷柱
- 横瀬町ブコーさん観光案内所
- 芦ヶ久保郵便局[1]